# Osvaldo Cacciatore
Osvaldo Andrés Cacciatore (Buenos Aires, 20 de marzo de 1924-Ib., 28 de julio de 2007) fue un militar argentino perteneciente a la Fuerza Aérea Argentina que alcanzó el rango de brigadier y gobernó de facto la ciudad de Buenos Aires entre 1976 y 1982.

## Carrera militar
Culminados sus estudios secundarios, Osvaldo Cacciatore se enlistó en la Escuela de Aviación Militar el 1 de marzo de 1943. Egresó el 17 de diciembre de 1946 como alférez del escalafón aire con orden de mérito 1 sobre 167 egresados de la 12° promoción de dicha institución aeronáutica militar. Entre sus compañeros de promoción se encontraba el alférez Rolando Ghisani, quien décadas más tarde sería designado gobernador de facto de la Provincia de Mendoza entre 1980 y 1982.
En sus inicios en la carrera militar, Cacciatore se plegó al intento de golpe de Estado liderado por el general Benjamín Menéndez en 1951. Como el movimiento fracasó, huye a Montevideo después del frustrada golpe de Estado.
A principios de 1954, Cacciatore fue indultado y pudo regresar a Argentina, siendo reinstalado en la Fuerza Aérea. En octubre de 1954, se unió a un segundo motín contra el presidente constitucional, conducido por el contralmirante Samuel Toranzo Calderón. El 16 de junio de 1955, un destacamento de la Armada y de la Fuerza Aérea ―que no incluía al piloto Osvaldo Cacciatore― llevó a cabo el Bombardeo de la Plaza de Mayo. Pilotando uno de los cuatro aviones de la Fuerza Aérea Gloster Meteor desplegados para la redada, Cacciatore se negó a reprimir a los sublevados en el intento de golpe de Estado en 1955.  Después los pilotos huyeron a Uruguay.
En 1973 ocupó la subjefatura del Estado Mayor Conjunto, pero su vida pública resultó más trascendente que sus antecedentes militares.[cita requerida]
A principios de 1954, Cacciatore fue indultado y pudo regresar a Argentina, siendo reinstalado en la Fuerza Aérea. Tras el colapso de las relaciones Iglesia-Estado, a finales de 1954, se unió a un segundo motín contra el presidente, conducido por el contralmirante Samuel Toranzo Calderón. El 16 de junio de 1955, un destacamento de la Armada y de la Fuerza Aérea ―que incluía al piloto Osvaldo Cacciatore― llevó a cabo el atentado terrorista en Plaza de Mayo (la plaza pública frente a las oficinas presidenciales, la Casa Rosada). Pilotando uno de los cuatro aviones de la Fuerza Aérea Gloster Meteor desplegados para la redada, Cacciatore fue uno de los pilotos cuyo ataque se llevó más de 300 vidas de civiles. Agotadas las bombas, la máxima crueldad fue el ametrallamiento de la población civil. Después los pilotos volaron a  Uruguay.

## Intendencia de Buenos Aires

### Asunción
Cacciatore fue intendente de la Ciudad de Buenos Aires entre 1976 y 1982, designado por el Decreto Nacional n.º 15 del 6 de abril de 1976 durante el llamado Proceso de Reorganización Nacional.
Al asumir reemplazó a Eduardo Alberto Crespi, quien ocupó interinamente el cargo durante 8 días en 1976. Durante su gestión como intendente no contó con oposición gracias a que al haberse clausurado todos los espacios de debate político, no tuvo oposición alguna a las decisiones tomadas.

### Política de transporte
El área del transporte fue una de las que Cacciatore más intervino. Se amplió la calzada de Independencia, San Juan, Juan de Garay, Jujuy, Brasil y Caseros transformándose así en avenidas.[cita requerida] También se puso en marcha una restricción para el tránsito de camiones y vehículos pesados, habilitando un circuito y un horario de circulación restringida.[cita requerida]
Aprovechando la falta de toda oposición, decidió anunciar en 1977 un controvertido Plan de autopistas urbanas, que contemplaba la construcción de varias autopistas elevadas y obras de adecuación en algunas avenidas ya existentes (Perito Moreno, General Paz, etc.). Las obras significaron la expropiación de numerosos terrenos a lo largo de los trazados previstos, con la entrega de créditos para viviendas a los propietarios[cita requerida], y la utilización de la fuerza para quienes se resistían a ceder sus viviendas. Muchos inmuebles fueron demolidos, sin que áreas o barrios juzgados como "marginales" (en la zona sur de la ciudad o en la zona del Abasto, donde se cruzarían dos autopistas) finalmente se valorizaran como inicialmente se previó en el proyecto. Por ejemplo la expropiación y demolición de viviendas en una enorme franja, desde Saavedra hasta Chacarita, destinada a la Autopista 3, que finalmente no se construyó y fue reemplazada por una avenida parque.
La elección del método de viaducto provocó lo que los vecinos y urbanistas reticentes definieron como la interrupción del paisaje urbano, segmentando y desvinculando los barrios. También fueron afectados diversos espacios verdes como el Parque Chacabuco y el Parque Avellaneda. 
La construcción de las autopistas se inició formalmente en 1978, y los escombros de las demoliciones fueron arrojados en el frente de la ciudad, que serviría como expansión de la zona terciaria y parque metropolitano. Finalmente este emprendimiento nunca se realizó y la zona de relleno sería convertida en Reserva Ecológica años después.
Como parte del contrato para la construcción de las autopistas, el consorcio constructor, también tenía a su cargo la ejecución de un túnel de 3 km de longitud desde la Estación José María Moreno de la línea E, cuya construcción se debía ejecutar bajo la traza de la futura autopista Veinticinco de Mayo (AU-1). 
Mientras tanto, el 17 de septiembre de 1979, el Estado Nacional transfiere el paquete accionario de la empresa Subterráneos de Buenos Aires a la Municipalidad. Se levantaría un nuevo centro de transferencia con el Ferrocarril Mitre, denominado General Savio (hoy estación Ministro Carranza), que también sería concluido recién una década después.
Del ambicioso plan de autopistas únicamente se concretan la Perito Moreno y la Veinticinco de Mayo, inauguradas el 6 de diciembre de 1980, con un costo de 730 millones de dólares financiados con deuda externa avalada por el Tesoro Nacional. 
En 1978 decidió cederle a la Fuerza Aérea terrenos municipales que estaban en la localidad de Moreno. Sobre esas tierras funcionó hasta fines de marzo de 1978 Mansión Seré.
Poco después la situación económica y política se vuelve adversa al gobierno y en 1982 prácticamente se paraliza la construcción de las autopistas: se detienen las obras ya empezadas (la AU-7 queda a medio construir), y por otra parte se suspenden las demoliciones en el trazado de la Autopista Central AU-3 (Saavedra-Nueva Pompeya).
Debido a esta medida se salvan de la demolición muchos inmuebles desde Chacarita hasta el Riachuelo. Sin embargo, el tramo entre Saavedra y Chacarita se vio seriamente perjudicado, ya que gran parte de las casas desocupadas quedaron abandonadas y terminaron siendo usurpadas, generando un foco de conflicto con los vecinos tradicionales.

### Erradicación de las villas miseria

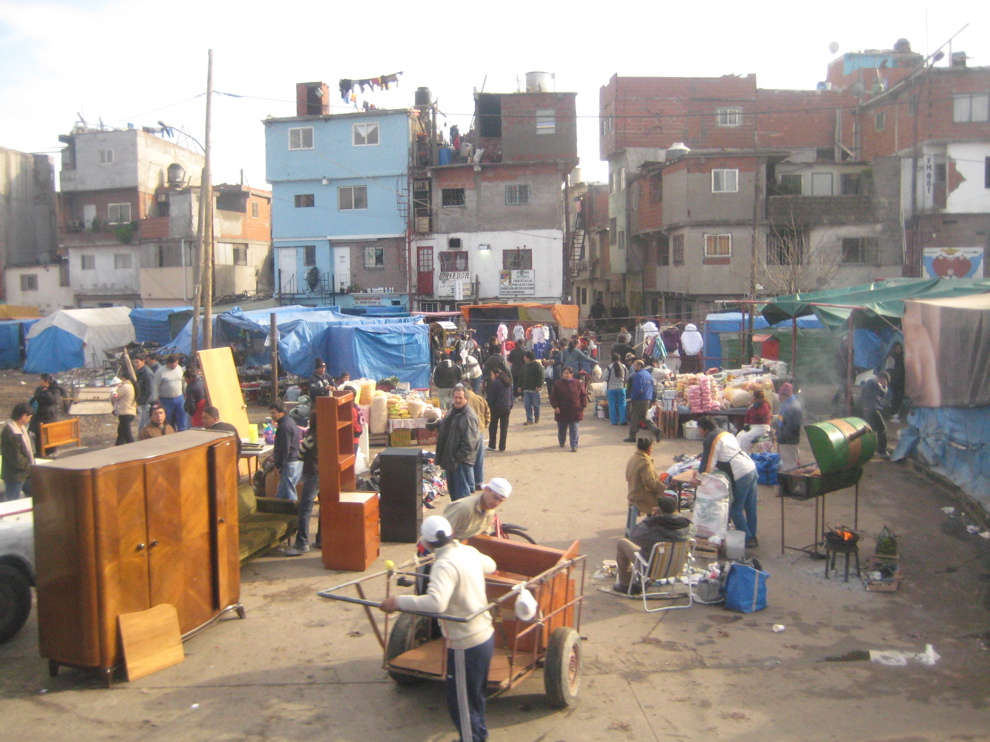
La Villa 31 de Retiro

Cacciatore también trató de cambiar la cara de la ciudad erradicando las villas miseria. La autoridad de aplicación para la erradicación de las villas fue la Comisión Municipal de la Vivienda, que concentró todas las funciones del operativo. Este organismo estaba comandado por Guillermo del Cioppo, y era secundado por el Comisario Salvador Lotito, quien contaba con años de experiencia en operativos de desalojo.
Ante la inminencia del Mundial 78 urgía la liberación de aquellos predios cercanos a la cancha de River y de las zonas más sensibles de la Capital, las que menos toleraban la presencia de asentamientos ilegales. La primera gran experiencia de erradicación se produjo entre fines de 1977 y comienzos de 1978 en la Villa del Bajo Belgrano, que ocupaba unas once manzanas próximas a zonas parquizadas y al gran estadio mundialista. En parte gracias a estas gestiones, Cacciatore fue nombrado socio honorario del Club Atlético River Plate, condición que -a diferencia de los máximos líderes del Proceso de Reorganización Nacional- disfrutaría hasta su muerte. A la Villa del Bajo Belgrano, le siguió la de Colegiales, ubicada sobre terrenos pertenecientes a una extensa playa de maniobras del Ferrocarril Mitre que por aquel entonces era tierra de nadie, con calles cortadas, altos pastizales y el mencionado asentamiento ilegal. En este caso, la decisión de desalojo compulsivo también incluyó la erradicación del Club Atlético Fénix, que desde 1955 poseía la cesión a título precario del predio delimitado por las calles Matienzo, Conde, Concepción Arenal y Zapiola.
Mientras tanto, comenzó la erradicación de la Villa 31 de Retiro, la cual llegó a ser casi totalmente eliminada y para 1979 comenzó la erradicación de la Villa del Bajo Flores (1-11-14), el asentamiento ilegal más grande de la ciudad.
Otro dato de esta época es que a partir de la Dictadura la Villa 15, en el barrio de Mataderos, comenzó a ser llamada Ciudad Oculta, ya que ante la inminencia de la Copa Mundial de Fútbol de 1978, la intendencia construyó un muro para esconderla de los ojos de los turistas extranjeros.
Un caso distinto fue el de la villa 40, casi en pleno centro (Av. Córdoba y Jean Jaurés), en un predio donde, hasta ese entonces, habían vivido 380 inquilinos amparados por el exministerio de Bienestar Social. Allí las autoridades construyeron una nueva plaza pública: Monseñor D’Andrea.
Sobre la misma Av. Córdoba en el cruce con la calle Junín se terminó la demolición del antiguo Hospital de clínicas y se construyó la Plaza Houssay, en homenaje al premio Nobel, inaugurada por los reyes de España en su visita al país. También otros espacios verdes fueron inaugurados en la ciudad demoliendo antiguos edificios, como el actual parque Las Heras (Buenos Aires).

### Salud, Educación y Esparcimiento

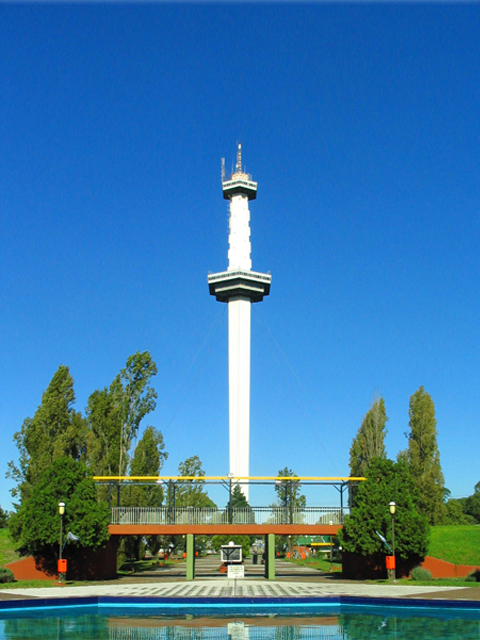
Parque de la Ciudad (ex Interama).

Otra iniciativa llevada adelante durante el gobierno de Cacciatore fue el Plan 60 Escuelas.bajo su mandato se limitaron los festejos de Carnaval, como parte de la lucha antisubersiva. La eliminación de los feriados de Carnaval y la prohibición de utilizar máscaras determinó el fin de una larga tradición porteña, que se remontaba a la época de la colonia, hacia los siglos XVII y XVIII, cuando dicha fiesta surgió como una mezcla entre el carnaval europeo y el candombe africano, introducido por los negros esclavos. 
Con respecto a los parques públicos, durante su gestión se construyó el polideportivo de Parque Sarmiento (Barrio Saavedra), en un predio donde originalmente se pensaba reubicar el zoológico porteño. El Parque Sarmiento, fue inaugurado en 1981 con la presencia del presidente de facto Roberto Viola y desde su inauguración, la administración del polideportivo fue alternada entre el Estado y firmas privadas concesionarias.
Sin embargo, Cacciatore puso especial énfasis en un ambicioso plan de espacios públicos para la zona sur de la ciudad (Parque General Roca,[cita requerida] Parque Zoofitogeográgico, Campo de Golf y Parque de Diversiones Interama, entre otros sectores).
Dentro de estos planes para la zona sur, el mega proyecto que englobaba al Parque de Diversiones con el Parque Zoofitogeográfico. La iniciativa comenzó en 1977 cuando Cacciatore llamó a licitación para la construcción de un emprendimiento donde se unificarían el Zoológico y el Botánico, con un Parque de Diversiones (hoy Parque de la Ciudad) de características únicas a construirse en terrenos del Parque Almirante Brown. El proyecto era pensado como un emprendimiento al estilo Disney World, que sería el más grande de América Latina, para 100 mil visitantes diarios. Se suponía que el sistema de explotación por concesión compensaría sobradamente los gastos invertidos por quienes ganaran la licitación del proyecto. Paralelamente, esta operación permitiría liberar los valiosos terrenos que el Zoológico y el Botánico ocupaban en el barrio de Palermo, lo que permitiría destinarlos a futuros proyectos urbanos.
A mediados de 1978 se adjudica el desarrollo a la empresa PISA (Parques Interama S. A.). El nuevo parque contaría con numerosas particularidades, como la montaña rusa Vertigorama (una de las más grandes y veloces del planeta) y una sala de cine Imax (única en Latinoamérica), con capacidad de proyectar imágenes de mayor tamaño y resolución que los sistemas convencionales. Además, el desarrollo iba a ser coronado con una gran torre, bautizada Torre Espacial de más de 200 metros de altura, dotada con un observatorio y un restaurante. Desde este mirador panorámico (el punto más elevado en América Latina) se podría observar, en días de máxima visibilidad, hasta un radio de 80 km con la posibilidad de ver la costa uruguaya y los perfiles de la edificación de Colonia de Sacramento.
El parque fue parcialmente habilitado al público el 21 de septiembre de 1982. Sin embargo, para aquel entonces la dictadura ya venía en su inevitable caída y comenzaron las acciones legales que giraban principalmente sobre los costos de la obra. Finalmente, el 16 de diciembre de 1983, el intendente radical Julio César Saguier terminaría cancelando la concesión luego de conocerse un dictamen del procurador, donde se consignaba que Interama no estaba pagando sus deudas, ni estaba avanzando con las obras pendientes. Además recaían sospechas sobre el pago de sobreprecios y la presentación de balances falsos.
El Parque de Diversiones, con las atracciones que ya estaban funcionando, fue rebautizado como Parque de la Ciudad.  quedaron sin terminar.
Por su parte, el parque Zoofitogeográfico, nunca llegó a ser más que un gran terreno baldío y durante muchos años se mantuvo en esa condición.
Ante el fracaso de la iniciativa, Cacciatore fue acusado por fraude ante la Justicia a fines de los años ochenta, cargo del cual fue sobreseído. Mientras tanto, la empresa Parques Interama S.A. demandó a la MCBA el pago de los beneficios que hubiera obtenido en los 31 años de explotación que no iba a poder realizar por la rescisión del contrato -lucro cesante-. A su vez P.I.S.A., que había contraído grandes deudas con empresas privadas y profesionales, se presentó en concurso preventivo en 1988 y poco después, en 1991, se le decretó la quiebra. Por estos juicios, las deudas del Gobierno de la Ciudad vinculada al asunto del Parque Interama ascendía a 1500 millones de dólares, según un cálculo efectuado en 1996.

### Modificación del Paisaje Urbano

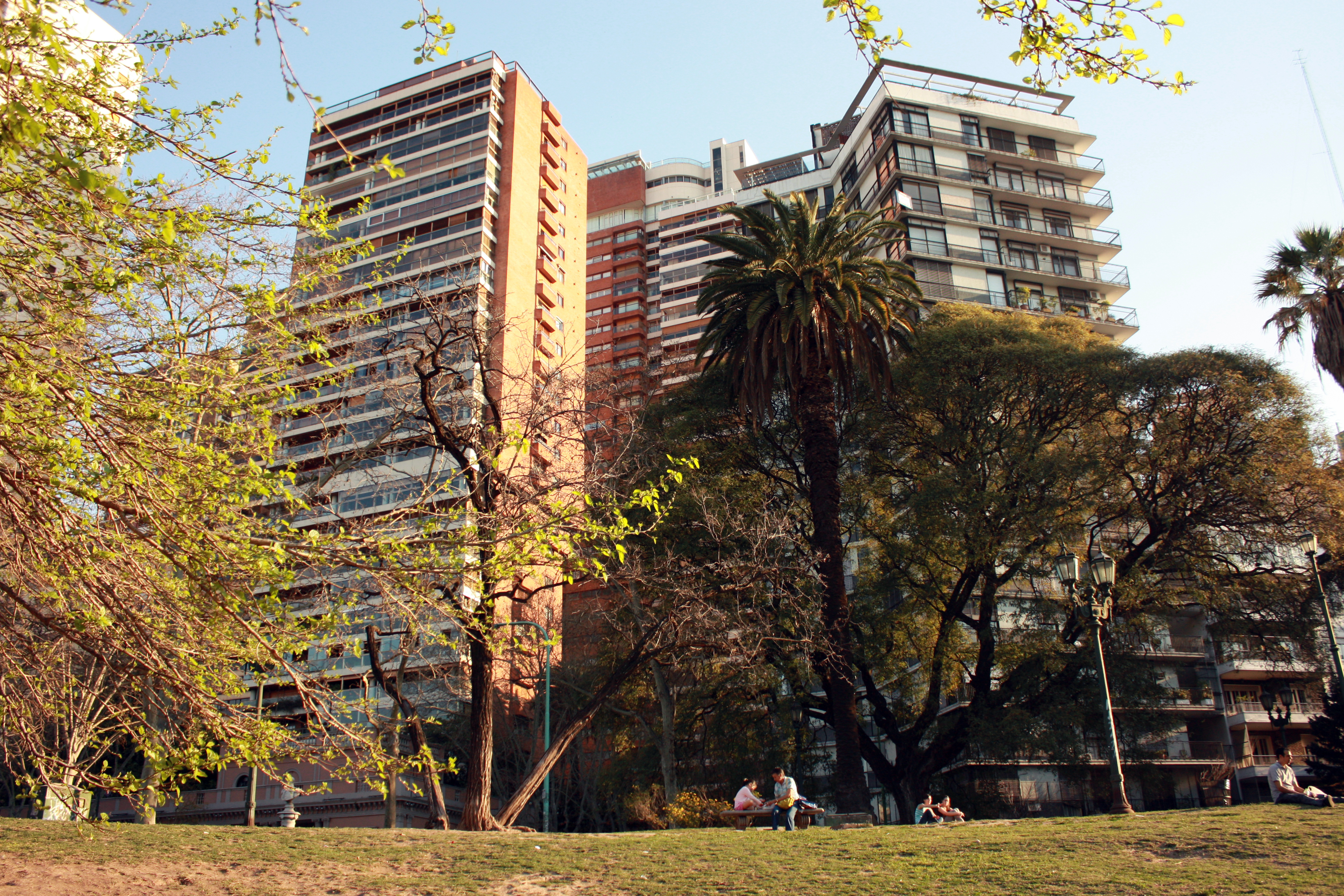
Barrio de Belgrano

En 1977 se aprobó el Código de Planeamiento Urbano, basado en un proyecto realizado entre 1971 y 1973 y que respondía en líneas generales al Plan Director de 1958-1962.
La nueva normativa impuso mayores restricciones al uso del suelo urbano, a través de los indicadores FOS y FOT, donde se fijaban mayores fondos libres y se establecían normas según la caracterización de la zona urbana. Sin embargo, se reconocieron numerosas excepciones que permitieron aumentos en la superficie edificable (FOT), que se tradujo en una mayor altura de los edificios, sobre todo en las torres exentas.
Se establecieron dos tipologías que ya se desarrollaban en la práctica: el edificio entre medianeras (EEM) y el edificio de perímetro libre (EPL). Se trató de favorecer a los segundos, permitiendo en ellos valores FOT más altos. También se crearon permisos (aumento del FOT) para los edificios que cumplieran con ciertos requisitos: englobamiento de lotes, planta baja libre (permitiendo visualizar desde la calle el corazón de manzana libre) y retiros de frente. Estas características mejoraron la calidad de las unidades, aunque incorporadas a los tejidos urbanos existentes produjeron resultados heterogéneos: ruptura de la línea municipal, alturas irregulares, etc. 
Con el tiempo, zonas enteras se modificaron por completo, como el barrio de Belgrano, donde afloraron innumerables torres de gran altura con perímetro libre. La nueva normativa permitió la demolición de muchas casas y no hubo ninguna política de protección patrimonial.
Por aquel entonces el centro de la ciudad se llenó de entidades bancarias y de sedes empresarias, mientras que la población original de los barrios tradicionales más deteriorados fue progresivamente desplazada por otra de un mayor nivel adquisitivo, en un hecho denominado gentrificación. Casos como este se produjeron principalmente en San Telmo (protegido con una ordenanza especial) y Palermo Viejo, donde comenzaba la puesta en valor de las viejas casas populares de comienzos de siglo. Este nuevo fenómeno surgió como una mezcla entre reivindicación cultural y una renovación del pensamiento arquitectónico denominado posmodernismo.
El Mundial de Fútbol de 1978, también sirvió para impulsar obras dentro de la ciudad Buenos Aires. Si bien los preparativos habían comenzado antes de la dictadura, fue esta última la que capitalizó el evento: se construyeron estadios y hoteles, se renovó el equipamiento urbano y se levantó el edificio de ATC (Argentina Televisora Color) como nuevo centro de actualización para los medios audiovisuales.

### Gestión de los Residuos Urbanos
Para 1976, la gestión de los residuos urbanos todavía se realizaba de una manera precaria: mediante el acopio en basureros para su posterior incineración. Los vecinos, a su vez, podían deshacerse ellos mismos de la basura con incineradores domiciliarios.
Cacciatore intento cambiar la situación, eliminando los basurales dentro del ámbito de la capital y prohibiendo la quema de basura. En enero de 1977 los gobiernos de la Municipalidad de la Ciudad de Buenos Aireas y de la Provincia (excluyendo de la decisión a los municipios del conurbano) acuerdan crear la empresa biestatal CEAMSE (Cinturón Ecológico Área Metropolitana Sociedad de Estado).
El Cinturón Ecológico, sería un área de relleno sanitario, que daría respuesta al problema de los residuos urbanos de la Capital Federal y el Gran Buenos Aires.
Una vez completos los rellenos sanitarios, estos podrían ser transformados en parques públicos, creando un gran cinturón verde conectada por una Autopista de Circunvalación (Camino del Buen Ayre). El emprendimiento afectaba a los municipios de San Fernando, San Isidro, General San Martín, Tres de Febrero, San Miguel, Morón, Merlo, La Matanza, Esteban Echeverría, Almirante Brown, Florencio Varela y Berazategui.
El primer relleno, inaugurado en 1977, se llamaba Bancalari y estaba ubicado en los partidos de San Isidro y San Martín. Operó desde 1977 hasta 1984. En 1982 se inauguró una de las etapas del Camino Parque del Buen Ayre, vinculando las localidades del norte y el oeste del Gran Buenos Aires. A principios de los años ochenta también se inauguran algunos parques como el Parque de la Reconquista, el Santo Domingo, el San Francisco, el Santa María y el Malvinas Argentinas, en los partidos de San Fernando, Avellaneda, San Isidro, Hurlingham e Ituzaingó. También se inauguró el parque San Martín. Tras el fin de la dictadura, el proyecto continuó, aunque perdiendo su impulso inicial.

### El Barrio de Parque Chas
Durante su intendencia, en junio de 1976, el barrio de Parque Chas pasó a formar parte del barrio de Agronomía al sancionarse la ordenanza 32.912 que derogó la 32.757. La Legislatura de la Ciudad de Buenos Aires el 6 de diciembre de 2005 por la Ley n.º 1907/06 anuló lo anterior y Parque Chas recuperó el rango de barrio convirtiéndose en el último barrio de los 48 que integran oficialmente Buenos Aires.

### Desalojo del Club San Lorenzo de Almagro

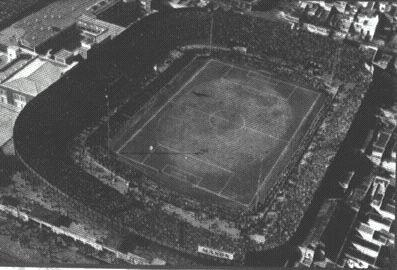
Antiguo Estadio de San Lorenzo.

El 28 de agosto de 1979 la Ordenanza 35.172 dejó sin efecto la cesión gratuita de los terrenos del Bajo Flores (actual Ciudad Deportiva del CASLA) a la institución, que había sido dispuesta anteriormente por Ley n.º 16.729 del Congreso Nacional.
El 2 de diciembre de 1979 también se exigió el cierre del estadio de fútbol conocido como el Viejo Gasómetro, ubicado en el barrio de Boedo y propiedad del Club Atlético San Lorenzo de Almagro. Invocando la complicada situación económica del club, la Ciudad ordenó un pedido de expropiación, esgrimiendo como argumento principal, el destino de dichos terrenos a un plan de urbanización, descartando la instalación de comercios. Finalmente, en 1980, los terrenos expropiados al Club San Lorenzo fueron vendidos a la cadena francesa de supermercados Carrefour, para lo cual se eliminó la cláusula de prohibición para la instalación de comercios.
El 3 de septiembre de 1984 por Ordenanza n.º 36.019 se desafectó el Distrito E3 y se estableció para ese predio una zona residencial de mediana densidad y otra con equipamiento comercial y de servicios. Se disponía la apertura de las calles y se estableció la cesión de un predio de 4.500,47 metros cuadrados para la construcción de una escuela.
Finalmente, el 16 de diciembre de 1993 y tras 14 años sin tener estadio, el Club Atlético San Lorenzo de Almagro inauguró un nuevo estadio en el barrio porteño del Bajo Flores, junto a la Ciudad Deportiva y los campos de entrenamiento del primer equipo y las divisiones inferiores.

### Renuncia
El enorme volumen de obras colocó a Cacciatore en la saga de los intendentes fácticos. Su obsesión fue siempre la de presentar una ciudad limpia y ordenada, dos temas que la dictadura supo captar como demandas sociales y todas las propuestas desde el Gobierno tendieron a ello.
Cacciatore finalmente debió renunciar tras una multitudinaria marcha en contra del Proceso de Reorganización Nacional el 31 de marzo de 1982. Cacciatore fue sucedido por Guillermo Jorge Del Cioppo (1982–1983).

## Intento de legitimación electoral y fallecimiento
El regreso de la democracia encontró a Cacciatore envuelto en polémicas públicas sobre las obras que había llevado a cabo; también tuvo que responder por esos emprendimientos en la justicia. Ya como empresario privado, relacionado con la empresa de transporte de caudales Juncadella, probó fortuna en la carrera política. Se acercó a la UCeDé de Álvaro Alsogaray para las elecciones legislativas de 1993. Ganó las internas de la UCeDé en la Ciudad de Buenos Aires del 4 de julio de ese año, apoyado por Adelina Dalesio de Viola, funcionaria del gobierno de Carlos Menem, y se consagró como candidato a diputado nacional; el resultado electoral fue desfavorable en un período en el cual el partido era captado por las políticas neoliberales llevadas a cabo por el gobierno de Menem. Cacciatore volvió a presentarse en 1997 como candidato a la Legislatura Porteña con su propio partido, Acción Institucional,  obteniendo menos del 1% de los votos. Buscó otra oportunidad en 1999, cuando encabezó la lista de candidatos a diputado nacional de Acción Institucional. En esa oportunidad llevó también la boleta presidencial de Eduardo Duhalde. Sus intentos por ingresar en el Congreso siempre fallaron.
Falleció a los ochenta y tres años en la Ciudad de Buenos Aires el 28 de julio de 2007, de causas naturales.